# Northam
Northam – miasto w Anglii, w hrabstwie Devon, w dystrykcie Torridge. Leży 60 km na północny zachód od miasta Exeter i 290 km na zachód od Londynu. W 2001 miasto liczyło 11 632 mieszkańców.